# Lukman Niode
Lukman Niode (* 21. Oktober 1963 in Jakarta; † 17. April 2020 ebenda) war ein indonesischer Schwimmer.

## Karriere
Lukman Niode gewann bei den Asienspielen zwischen 1978 und 1986 insgesamt acht Bronzemedaillen. Zudem nahm er an den Olympischen Sommerspielen 1984 in Los Angeles teil. Bei der Eröffnungsfeier war er Fahnenträger der indonesischen Mannschaft. Er startete im Wettkampf über 100 m Freistil sowie über 100 m und 200 m Rücken an. Er konnte jedoch in keinem seiner Wettkämpfe das Finale erreichen.
Nach seiner Karriere war er als Sportfunktionär tätig und Mitglied im Organisationskomitee für die Para-Asienspiele 2018. Am 17. April 2020 starb Niode im Alter von 56 Jahren während der COVID-19-Pandemie an den Folgen einer SARS-CoV-2-Infektion in Jakarta.